# Giovanni del Galles
Giovanni del Galles, noto in latino come Johannes Galensis o Johannes Guallensis (Galles, XIII secolo – Parigi, 1285), è stato un francescano, filosofo e teologo gallese.

## Biografia
Giovanni del Galles (anche John of Wales o John Waleys o John de Walesio), teologo francescano, ha scritto opere molto apprezzate in latino, in primo luogo sulla predicazione della carità, a Oxford e Parigi nel tardo XIII secolo.
Nato tra il 1210 e il 1230, quasi certamente in Galles, entrò nell'ordine francescano e intraprese gli studi di teologia all'Università di Oxford prima del 1258, conseguendovi il dottorato in teologia nel 1260.
Studiò diritto canonico con Tancredi da Bologna e Laurentius Hispanus.
Successivamente insegnò ad Oxford fino al 1270, quando si trasferì a Parigi, dove rimase fino alla sua morte intorno al 1285. È stato un teologo morale e un grande ammiratore del mondo antico, incorporando molti autori classici nelle sue opere.

## Opere
Scrisse diverse opere in latino, delle quali le più importanti sono le seguenti:
- Breviloquium de philosophia, sive sapientia sanctorum (Breve trattato sulla filosofia o saggezza dei Santi), tradotto in Catalano nel XV secolo.
- Compendiloquium, che è un compendio della storia della filosofia.
- Communiloquium o Summa collationum, che è una sorta di manuale per sacerdoti e predicatori, che è stato tradotto anche in Catalano nel XIV secolo.
- Una compilazione di decretali, chiamata anche "Decretales mediæ" o "Decretales intermediæ". Oggi è la seconda delle cinque raccolte che formano le Quinque compilationes antiquae[1]